# Lo mejor (todo) de... Nosequien y los Nosecuantos
Lo mejor (todo) de… Nosequien y los Nosecuantos es el tercer álbum de la banda peruana Nosequien y los Nosecuantos, y el primer recopilatorio oficial de toda su carrera como músicos.
El álbum cuenta con la colaboración de Pelo Madueño, Gonzalo Torres, Pipe Villarán, entre otros artistas.

## Lista de canciones
| N.º | Título                              | Escritor(es)                       | Duración |  |
| 1.  | «Vanidad (o Tony Curtis)»           | Germán Vargas                      | 3:48     |  |
| 2.  | «Magdalena»                         | G. Vargas y Raúl Romero            | 2:38     |  |
| 3.  | «Manda fruta (Desde lejos)»         | R. Romero                          | 3:00     |  |
| 4.  | «Dónde estaré»                      | R. Romero                          | 6:23     |  |
| 5.  | «Mi alma no está muerta»            | Sillau, Fernando Ríos y G. Vargas  | 2:30     |  |
| 6.  | «Recorriendo basurales»             | A. Rocha, A. Bouroncle y R. Romero | 2:58     |  |
| 7.  | «El verano»                         | R. Romero, Molina, Munar y Ledoux  | 2:32     |  |
| 8.  | «La cita»                           | R. Romero y Ato Bouroncle          | 2:45     |  |
| 9.  | «Aló, Gisela»                       | R. Romero y A. Bouroncle           | 4:14     |  |
| 10. | «El mohicano»                       | R. Romero                          | 4:53     |  |
| 11. | «Títere»                            | R. Romero                          | 2:25     |  |
| 12. | «Los patos y las patas»             | R. Romero                          | 3:09     |  |
| 13. | «El rap del chicle choncholí»       | R. Romero y N y los N              | 2:25     |  |
| 14. | «Sólo amigos»                       | R. Romero                          | 3:44     |  |
| 15. | «Monstruo de Armendáriz»            | Anónimo y R. Romero                | 2:57     |  |
| 16. | «Volver»                            | Derecho reserv                     | 3:10     |  |
| 17. | «Josefina»                          | R. Romero y Sallau                 | 3:00     |  |
| 18. | «Las torres»                        | Sallau y Ríos                      | 3:20     |  |
| 19. | «La pacha»                          | R. Romero                          | 4:07     |  |
| 20. | «Father and son (Sr. Vasconsuelos)» | R. Romero y N y los N              | 2:25     |  |
| 21. | «Pasamayo maldíto»                  | R. Romero                          | 2:07     |  |
| 22. | «Kagen von Risen»                   | Sillau, Romero y Ríos              | 2:15     |  |

## Personal
- Raúl Romero - voz y percusión
- Alfredo Sillau - guitarra
- Fernando Ríos - Bajo
- Pablo Boner - Teclado
- Pedro Silva - Batería

### Agradecimiento
- Jorgito Madueño (Loro Drogo)
- Coco Salazar (Kikín Li)
- Gonzalo Torres (Calavera de Gallo)
- Germán Vargas (Huanay Lampiño)
- Pipe Villarán (Cuculí Enfermo)
- Gonzalo Parró (Cachete de Chola)
- Wieland Kafka (Vizcacha Blanca)
- Antonio Reyes (Gato de Granja)

- Datos: Q28517811